# Freedom Summer

Le Freedom Summer (en français : « l'été de la liberté », connu également sous le nom de Mississippi Summer Project) est un des événements marquants du mouvement américain des droits civiques. Il s'agit d'une campagne menée au cours de l'été 1964 à l'initiative du SNCC et du Council of Federated Organizations (COFO)   dans l'État du Mississippi pour, notamment, faire inscrire le maximum d'Afro-Américains sur les listes électorales,,,,,. À l'époque, comme le rappelle Doug McAdam, « le pourcentage d'électeurs noirs inscrits était le plus bas de tous les États du Sud (6,7 %) »,. C'est lors de cette campagne que le Ku Klux Klan assassine trois jeunes étudiants, un Afro-Américain, James Chaney, et deux Blancs Michael Schwerner et Andrew Goodman,.  

## Pour approfondir

#### Essais
- (en-US) Sally Belfrage, Freedom Summer, New York, Viking Press (réimpr. 1966, 1990, 1995) (1re éd. 1965), 264 p. (ISBN 9780813912998, OCLC 557604035, lire en ligne),
- (en-US) Doug McAdam, Freedom Summer, New York, Oxford University Press, USA (réimpr. 1990) (1re éd. 1988), 373 p. (ISBN 9780195043679, lire en ligne),
- (en-US) John F. McClymer, Mississippi Freedom Summer, Belmont, Californie, Thomson/Wadsworth, 2003, 260 p. (ISBN 9780534621315, lire en ligne),
- (en-US) Stephen Currie, Murder in Mississippi : The 1964 Freedom Summer Killings, San Diego, Californie, Lucent Books, 2006, 112 p. (ISBN 9781590189344, lire en ligne),
- (en-US) David Aretha, Freedom Summer, Greensboro, Caroline du Nord, Morgan Reynolds Pub., 2007, 136 p. (ISBN 9781599350592, lire en ligne),
- (en-US) Bruce Watson, Freedom Summer : The Savage Season of 1964 That Made Mississippi Burn and Made America a Democracy, New York, Viking Press, 2010, 400 p. (ISBN 9780670021703, lire en ligne),
- (en-US) Chris Danielson, After Freedom Summer : How Race Realigned Mississippi Politics, 1965–1986, coll. « New Perspectives on the History of the South » (réimpr. 2013) (1re éd. 2011), 320 p. (ISBN 9780813049557, lire en ligne),
- (en-US) Rebecca Felix, The 1964 Freedom Summer, coll. « Essential Events », 2014, 120 p. (ISBN 9781624032561, lire en ligne),
- (en-US) Don Mitchell, The Freedom Summer Murders, New York, Scholastic Press, 2014, 264 p. (ISBN 9780545477253, lire en ligne),
- (en-US) Susan Goldman Rubin, Freedom Summer : The 1964 Struggle for Civil Rights in Mississippi, New York, Holiday House, 2014, 136 p. (ISBN 9780823429202, lire en ligne),
- (en-US) Michael Edmonds, Risking Everything : A Freedom Summer Reader, Madison,  Wisconsin, Wisconsin Historical Society Press, 2014, 268 p. (ISBN 9780870206788, lire en ligne),
- (en-US) Carla Mooney, Freedom Summer, 1964, Minneapolis, Minnesota, Core Library, coll. « Stories of the Civil Rights Movement », 2015, 26 p. (ISBN 9781624038785, lire en ligne),
- (en-US) John Dittmer, Jeff Kolnick et Leslie Burl McLemore, Freedom Summer : A Brief History with Documents, Boston, Massachusetts, Bedford/St. Martin's, 2016, 196 p. (ISBN 9781457669330, lire en ligne),

#### Articles
- (en-US) Doug McAdam, « Recruitment to High-Risk Activism: The Case of Freedom Summer », American Journal of Sociology, vol. 92, no 1,‎ juillet 1986, p. 64-90 (27 pages) (lire en ligne ),
- (en-US) Roberto M. Fernandez et Doug McAdam, « Social Networks and Social Movements: Multiorganizational Fields and Recruitment to Mississippi Freedom Summer », Sociological Forum, vol. 3, no 3,‎ été 1988, p. 357-382 (26 pages) (lire en ligne ),
- (en-US) Doug McAdam, « Gender as a Mediator of the Activist Experience: The Case of Freedom Summer », American Journal of Sociology, vol. 67, no 5,‎ mars 1992, p. 1211-1240 (30 pages) (lire en ligne ),
- (en-US) John R. Rachal, « We'll Never Turn Back: Adult Education and the Struggle for Citizenship in Mississippi's Freedom Summer », American Educational Research Journal, vol. 35, no 2,‎ été 1998, p. 167-198 (32 pages) (lire en ligne ),
- (en-US) John R. Rachal, « "The Long, Hot Summer": The Mississippi Response to Freedom Summer, 1964 », The Journal of Negro History, vol. 84, no 4,‎ automne 1999, p. 315-339 (25 pages) (lire en ligne ),
- (en-US) William Sturkey, « “I want to become a Part of History”: Freedom Summer, Freedom Schools and the Freedom News », The Journal of African American History, vol. 95, nos 3-4,‎ été 2010, p. 348-368 (21 pages) (lire en ligne ),
- (en-US) Leslie Etienne, « A Different Type of Summer Camp: SNCC, Freedom Summer, Freedom Schools, and the Development of African American Males in Mississippi », Peabody Journal of Education, vol. 88, no 4,‎ 2013, p. 449-463 (15 pages) (lire en ligne ),
- (en-US) Jeremiah Clabough et John H. Bickford III, « Freedom Summer and the Foot Soldiers of the Civil Rights Movement: Bottom-Up Historical Inquiry to Combat the Master Narrative », The History Teacher, vol. 53, no 2,‎ février 2020, p. 319-353 (35 pages) (lire en ligne ),